# Amphisphaeria
Amphisphaeria Ces. & De Not. – rodzaj grzybów z typu workowców Ascomycota.

## Systematyka i nazewnictwo
Pozycja w klasyfikacji według Index Fungorum
Amphisphaeriaceae, Amphisphaeriales, Xylariomycetidae, Sordariomycetes, Pezizomycotina, Ascomycota, Fungi.
Gatunki występujące w Polsce
- Amphisphaeria bufonia (Berk. & Broome) Ces. & De Not. 1863
- Amphisphaeria millepunctata (Fuckel) Petr. 1923
- Amphisphaeria sapinea P. Karst. 1873[2]
- Amphisphaeria umbrina (Fr.) De Not. 1863
- Amphisphaeria vibratilis (Fuckel) E. Müll. 1962
- Amphisphaeria xylostei (Pers.) De Not. 1863

Nazwy naukowe na podstawie Index Fungorum. Wykaz gatunków według Mułenki i in.